# Centaurea bruguierana
Centaurea bruguierana — вид рослин з роду волошка (Centaurea), з родини айстрових (Asteraceae).

## Опис рослини
Це однорічна рослина 10–50 см заввишки, здебільшого рясно розгалужена від основи. Стебла й гілки кольору слонової кістки, волосисті. Листки рідко-волосисті, на полях біло-війчасті, нижні — ліроподібно-перисто-дольчасті, середні — лінійно-довгасті, верхні — коротші й довгасто-серцеподібні. Кластер філарій (приквіток) ≈ 10 мм завдовжки; зовнішні філарії з великими листяними придатками. Квіти блідо-пурпурові. Плід — сипсела, ≈ 2 мм; папуси 2.5–3 мм.

## Середовище проживання
Поширений у Євразії від південно-східної Туреччини до Пакистану й Аравійського півострова. Населяє пустелі.